# Kazimieras Venclauskis
Kazimieras Venclauskis, ps. A. Targis, Kazys Stumbras, V. (ur. 27 lutego 1880 w Juodeikiai koło Płungian, zm. 24 lutego 1940 w Szawlach) – litewski prawnik i polityk socjaldemokratyczny, poseł na Sejm, burmistrz i radny Szawli na Żmudzi.

## Życiorys
W młodości uczęszczał do progimnazjum w Połądze, w 1898 ukończył gimnazjum w Lipawie. Studiował nauki techniczne w Petersburgu i medycynę w Warszawie, jednak w 1903 uzyskał tytuł magistra prawa na Uniwersytecie w Dorpacie. Już podczas nauki w gimnazjum zaangażował się w działalność Litewskiej Partii Socjaldemokratycznej. Po ukończeniu studiów podjął pracę w departamencie prawa urzędu miasta Rygi. 
Od 1908 pracował jako adwokat w Szawlach, gdzie zajmował się również litewską kulturą, zostając w 1908 przewodniczącym organizacji Varpas. W tym samym roku wybrano go na szefa lokalnego oddziału SdPL. W 1911 objął mandat radnego miejskiego. 
W czasie I wojny światowej wcielony do wojska rosyjskiego. Po powrocie na Litwę w 1918 objął urząd burmistrza Szawli (1918–1919), przejściowo nauczał też prawa w lokalnym gimnazjum. 
W wyborach w 1920 wybrany posłem na Sejm Ustawodawczy z listy LSDP. Został przewodniczącym socjaldemokratycznej frakcji poselskiej, był również członkiem komisji konstytucyjnej. W latach 1922 i 1923 wybierany do Sejmu I i II kadencji. W latach 1925–1931 sprawował urząd przewodniczącego rady miasta Szawli, zaś od 1935 do 1939 wykonywał mandat radnego. 
W 1902 poślubił Stanislavę Jakševičiūtė (1874–1958) – aktorkę i reżyserkę.